# Glacera inferior de Grindelwald
La glacera inferior de Grindelwald (alemany: Unterer Grindelwaldgletscher), igualment coneguda amb el nom de « baixa-glacera de Grindelwald » és una glacera dels Alps Bernesos, situat al sud-est de Grindelwald, al cantó de Berne (Suïssa). Té el seu origen sota l'Agassizhorn i el Strahlegghorn i està connectada a la Glacera de l'Unteraar via el Finsteraarjoch (3.283 m). La glacera inferior de Grindelwald no ha de ser confosa amb la glacera superior de Grindelwald, situada al nord-est.

## Característiques
La glacera inferior de Grindelwald té encara un afluent principal, el Ischmeer (« mar de gel en alemany suís, antigament coneguda sota el nom de « glacera de Grindelwald-Fiescher », alemany: Grindelwald-Fieschergletscher), que és la glacera sobre l'estació Eismeer del Tren de la Jungfrau.
La glacera inferior de Grindelwald mesurava 8,3 km de llarg i cobria una superfície de 20,8 km² l'any 1973. Ha retrocedit considerablement des d'aleshores, tenint una longitud de només 6,2 km l'any 2015, la reculada de 1,9 km ha estat principalment des de 2007.
A la meitat del segle xix, la glacera arribava a la vall de Grindelwald fins a Mettenberg, a una altitud de 983 m, a prop de la confluència de la Lütschine blanca i de la Lütschine negra. L'any 1900, s'estenia encara fins al Rotenflue (1.200 m) i oplia tota la vall des de la seva extremitat actual, el llac glaciar, amb un gruix d'aproximadament 300 m fins a una altitud de 1.700 m, just a sota de l'actual camí de senderisme al voltant del Bänisegg. Al començament dels anys 2000, havia retrocedit fins a la gola entre l'aresta del Hörnli (Eiger) i el Mättenberg.

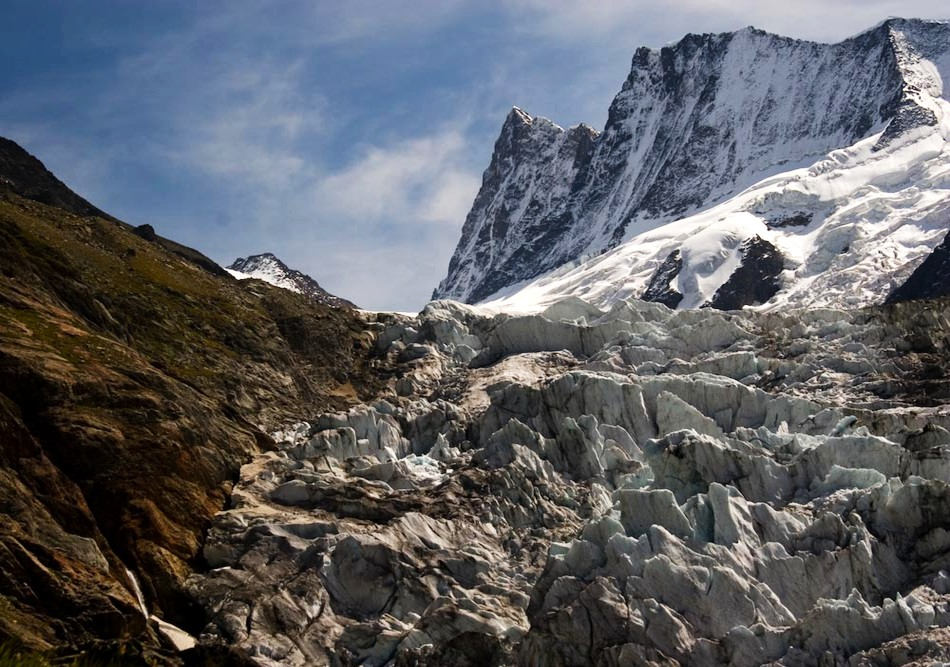
Part superior de la glacera sota el Finsteraarhorn. Sobre la dreta, en segon pla, l'Agassizhorn (agost 2008).
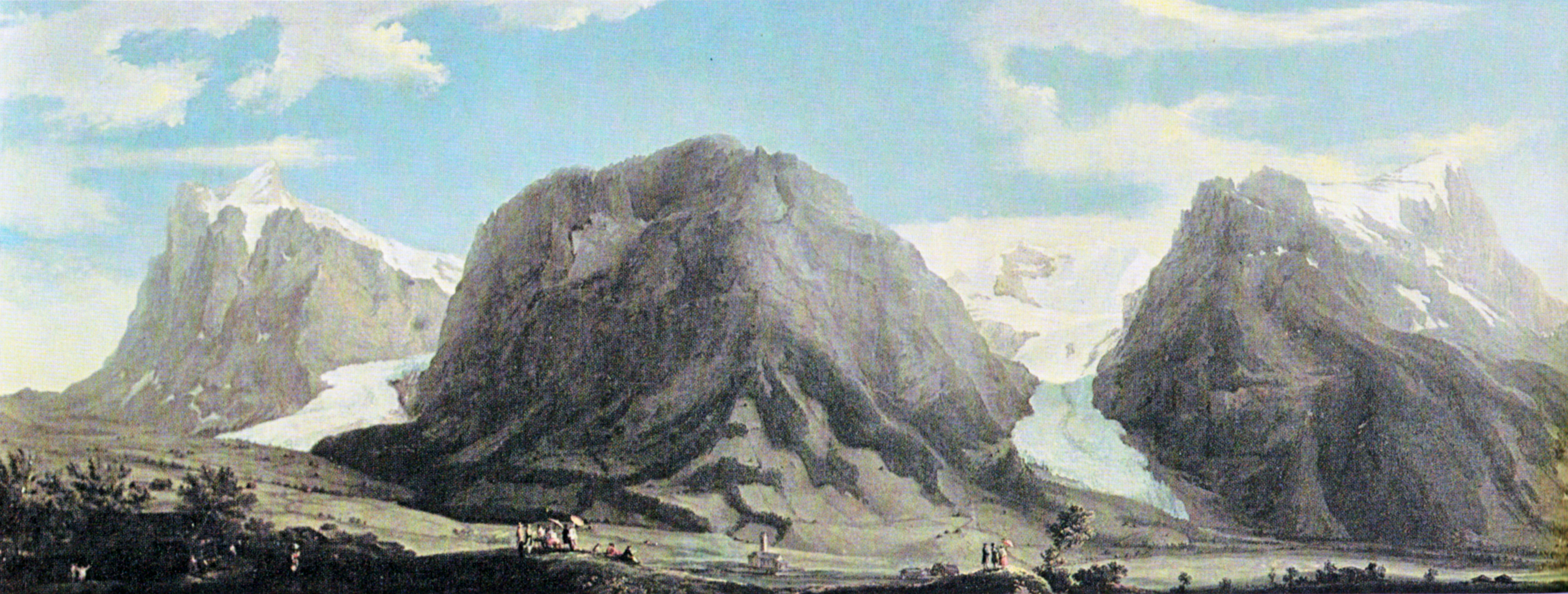
Les glaceres superior (a l'esquerra) i inferior (a la dreta) de Grindelwald amb – d'esquerra a la dreta – el Wetterhorn, el Mättenberg i el Hörnli (Caspar Wolf, 1774).